# Haegemonia: Legions of Iron
Haegemonia: Legions of Iron es videojuego de estrategia en tiempo real hecho por la empresa húngara Digital Reality y es similar en muchos aspectos a Homeworld y al juego anterior de Digital Reality, Imperium Galactica II. El juego usa muchos conceptos de la saga Master of Orion.

## Argumento
Haegemonia toma lugar en un futuro distante donde la humanidad ha colonizado el sistema solar y las tensiones han crecido entre el Gobierno Mundial de la Tierra y Marte colonial. Una cumbre es organizada en la Luna de la Tierra para resolver las tensiones, pero la nave del representante de Marte es destruida en ruta por un tercero, aún desconocido. Ambos bandos culpan una al otro y este evento gatilla una guerra civil entre los colonos y la Tierra.
El jugador puede aliarse con el capitán Jack Garner de la Tierra para detener el levantamiento colonial, o unirse a la capitana Nilea Cortilliari y a los colonos marcianos en su campaña por la independencia.
Una vez que el resultado de la guerra se decide, ya sea la Tierra o Marte, la humanidad se une bajo un nuevo gobierno unificado y forma las Legiones de Hierro, su vanguardia de expansión hacia lo desconocido.
A medida que la raza humana se expande fuera del sistema solar, los misterios se resuelven y se crean otros nuevos a medida que encuentran nuevos mundos y civilizaciones alienígenas.

## Campaña Terrestre
La campaña Terrestre de Haegemonia es tratada más como una campaña de entrenamiento básico. Le enseña al jugador la interfaz básica del juego y luego lo empuja a la batalla. En el primer Acto el jugador debe escoltar a una nave de investigación hacia el sol. Mientras se progresa a través de las misiones se aprende más acerca del juego, se gana nuevas unidades y la capacidad de construirlas. A continuación la campaña entra en el clímax de la guerra Tierra-Marte. Durante la última parte del acto, se prepara el asalto final a Marte. En la última misión, el jugador entra en la batalla final contra Marte, independiente de si se está listo o no. Ganar la batalla resultará siempre en la misma situación, un sistema solar unificado y la formación de las Legiones de Hierro.
Después de este acto las campañas de Marte y la Tierra son casi exactamente iguales.

## Campaña Marciana
La campaña de Marte comienza con la interceptación de naves comerciantes que abastecían las instalaciones terrestres. Siguiendo a esta misión hay misiones que contienen batallas en las regiones exteriores del sistema, entre las colonias marcianas y terrestres. Al final de este episodio, tendrás que atacar la Tierra. Para ello, deberás destruir todas las unidades alrededor de la Tierra. Estas consisten en varios escuadrones de cazas y dos bases militares. En primer lugar, se debe destruir los escuadrones de cazas, entonces entra en juego el cuartel general y envía dos naves kamikaze contra las bases. Estas deben protegerse poniendo tus fuerzas entre el fuego de las bases y las naves. Cuando haya terminado, se mostrará una cinemática y finalizará el primer episodio de la campaña de Marte

## Características
Haegemonia permite al jugador crear un imperio multi-sistema. En primer lugar, solo los planetas similares a la Tierra pueden ser colonizados. Después de investigar técnicas avanzadas de terraformación y colonización, casi cualquier planeta puede ser colonizado y, en algún momento, terraformado en mundos tipo Gaia.
Hay muchas maneras de conseguir dinero para financiar proyectos planetarios y construcciones espaciales: impuestos a las colonias, robar dinero de los enemigos con espías, minar asteroides, recibir tributos de otras razas/facciones, y otros modos.
El sistema de investigación está basado en los puntos de investigación (PI) que se asignan al comienzo de cada misión. La mayoría del tiempo ciertos eventos al azar pueden aumentar esa cantidad. Durante la campaña, todas las tecnologías investigadas son transferidas de misión a misión, y el jugador puede elegir cierto número de naves y héroes para llevar a la próxima misión.
El sistema de espionaje también difiere mucho de otros juegos. Las naves espía son construidas de la misma manera que las otras naves, generalmente no se tienen más de tres al mismo tiempo. Ciertos héroes son expertos en espionaje y son los mejores asignados a estas naves. Estas naves son invisibles para el enemigo y no tienen sensores propios (para evitar su uso como exploradores). En cambio se les puede asignar misiones para realizar en los planetas, naves o estaciones. Mientras mayor sea el nivel de la nave, mayor tipo de misiones podrá ejecutar (ganan niveles espiando). En algunos casos, una nave espía bien entrenada puede valer varios cruceros. Los espías también sirven para detener espías enemigos. Si una nave espía es detectada (por ejemplo si falla una misión o es detectado por otro espía), se vuelve visible para todas las naves por unos momentos, permitiéndole ser atacada. Las misiones de espionaje puede ser asignadas usando el menú de clic derecho. Lo mismo se aplica al ataque a subsistemas, que están limitados a casco, motores y armas.
Las armas también están divididas en 3 grupos: cañones (sólo cazas), torretas (anti-cazas, usadas en corbetas de torretas y naves pesadas), y barreneros (usados para bombardeos orbitales). El armamento también viene en 4 distintas formas:
- Protones: proyectiles esféricos de color naranja, usados principalmente en naves humanas. Las armas de protones son poco precisas pero tienen una buena cadencia. Tienen la habilidad de penetrar escudos.
- Iones: rayo azuloso, recuerdan a los cañones de iones de Homeworld. Las armas de iones son usadas primariamente en naves Kariak; tienen impacto instantáneo y una probabilidad de desactivar escudos.
- Cuánticas: nubes de color gris-púrpura. Estas armas son lentas comparadas con las de protones, pero tienen una gran área de daño. Usada por Darzoks.
- Misiles: las armas con mayores daños. son bastante efectivos contra objetivos lentos y son lo último en bombardeos planetarios, poseen una alta tasa de destrucción. Para contrarrestar esto, son inefectivos contra cazas y muy vulnerables a ECMs: completamente investigados, los sistemas ECM MK-2 causan que hasta un 90% de los misiles fallen su objetivo, aunque las cabezas de guerra más avanzadas tienen cierta resistencia contra ECM.

La conquista de planetas se lleva a cabo bombardeando su superficie desde el espacio, matando a millones de personas en el proceso. Si la población es baja, el planeta quedará deshabitado y libre para ser colonizado. Los bombardeos planetarios, aparentemente, no afectan a la calidad el planeta, y no hay forma de afectar la calidad del planeta negativamente, a diferencia de la expansión.
Para una buena visión de la batalla, el juego incluye un mapa estelar. Ésta es una vista 3D del sistema que permite ver con claridad la batalla desde cualquier dirección, y con claros símbolos representando los tipos de naves.
El último parche, v1.07 introduce algunas modificaciones menores, como rangos de sensores en el mapa estelar, la capacidad de pausar el juego con P y redefinir casi cualquier atajo del teclado, como también la capacidad de guardar partidas de escaramuza. Otro parche, marcado como v2.01, contiene varias herramientas para modificar el juego.

## Razas
Humanos - Legiones de Hierro
Hay 4 grandes diferencias entre la campaña marciana y terrestre: la historia del primer capítulo, el resultado de la guerra Tierra-Marte, el aspecto de ciertas naves, y tu héroe (Garner o Cortilliari). Empezando con el capítulo dos, las dos campañas son prácticamente idénticas.
Los humanos empezaron en la Tierra. Durante la era de la exploración espacial, el sistema solar fue colonizado, resolviendo los problemas de sobrepoblación y recursos naturales. Sin embargo, el viaje superlumínico estaba todavía fuera del alcance de la ciencia humana, así que su raza estaba confinada dentro de los límites de su sistema. Después de varias generaciones, aquellos que vivían en las colonias dejaron de verse a sí mismos como terrícolas y vieron a las colonias como su hogar. Las tensiones surgieron cuando la Tierra intento forzar su soberanía en Marte y las otras colonias. En respuesta , Marte se rebeló, y las otras colonias se le unieron. Cuando la nave diplomática de Marte fue emboscada y destruida camino a la cumbre Lunar, cada bando culpa al otro, resultando en una larga y sangrienta guerra a lo largo de todo el sistema. La guerra termina con la aplastante victoria de una de los bandos (el jugador elige cuál) y la formación de las Legiones de Hierro. Coincidentemente, un agujero de gusano es descubierto en el borde del sistema solar al final de la guerra. Dos más fueron encontrados poco después. Es aquí cuando comienza la era de la exploración interestelar y la expansión del nuevo imperio.
La mayor parte de la guerra fue peleada usando cazas y corbetas con primitivas armas láser. Cerca del final, armas de protones y misiles lentamente reemplazaron a los láser como las principales herramientas de destrucción. Los primeros prototipos de crucero fueron construidos también, pero debido a su baja velocidad y maniobrabilidad se convirtieron en objetivos ideales para los cazas.
Imperio Kariak
Los Kariak son la primera raza alienígena oficialmente encontrada por la humanidad. Desafortunandmente, el encuentro resultó en desastre, ya que varias naves Kariak salieron de un agujero de gusano sin explorar en un sistema recientemente colonizado y atacaron a un indefenso transporte, empezando la guerra Humano-Kariak. "Kariak" no es el nombre real de la raza, el nombre fue una designación arbitraria ya que el idioma Kariak permaneció sin descifrarse hasta el final de la guerra. Físicamente, son humanoides con piel rocosa y gran fuerza física, comparados con los humanos. El clima nativo de los Kariaks es el desierto. Sólo después de la guerra se descubre que el ataque sin provocación fue por miedo, no malicia. Aparentemente, hace mucho tiempo, los Kariak fueron atacados por una raza alienígena hostil, cuyas naves tenían aspecto similar a las de las Legiones de Hierro.
Los Kariak tienden a confiar más en sus cruceros que sus cazas o corbetas para el combate. Sus armas favoritas son las de iones, que les permiten acertar a sus objetivos casi instantáneamente .
Imperio Darzok
Los Darzok aparecieron repentinamente cerca del final de la guerra con los Kariak, Afirmando estar en una misión de exploración pacífica (consiguieron descifrar nuestro idioma bastante rápido). No pasó mucho tiempo, sin embargo, antes de que la situación cambiara. Al parecer, los militares se hicieron cargo del gobierno Darzok una vez que los seres humanos y los Kariak fueron descubiertos, viéndolos como una amenaza. Lanzaron un poderoso ataque contra las Legiones de Hierro y el Imperio Kariak. El primer ataque pudo haber sido demoledor, tenía al mando a un antiguo oficial Darzok, y no se advirtió a las Legiones de Hierro del inminente ataque. Los Darzok continuaron avanzando, forzando una división en el Imperio Kariak, donde un general rebelde intentó ayudar a los enemigos de su raza a cambio de la promesa de obtener el trono de los Kariak. Inteligencia reciente sugiere que los Darzok podrían, de hecho, estar actuando en nombre de otra fuerza, desconocida. Físicamente, los Darzok son gigantes de cuatro brazos, de unos 3 metros de alto, con algunas características insectoides.
Los Darzok son una raza muy belicosa, incluso más que los Humanos. Sus elegantes naves de guerra son mucho más pesadas que sus contrapartes humanas y kariak, y sus cascos de material orgánico tienen capacidades de regeneración superiores. Complementan sus cruceros y acorazados con cazas y corbetas para crear una casi imparable fuerza de ataque. También hay rumores de masivas naves proveedoras siendo producidas para dar soporte a la armada Darzok en su campaña de destrucción, permitiéndole a sus naves ser reparadas en vuelo. La tecnología militar de los Darzok sobrepasa con creces a la de las Legiones o de los Kariak. Sus armas cuánticas pueden reducir a cualquier nave a polvo estelar en unos pocos disparos, y sus tecnología de bloqueo de agujeros de gusano les permite controlar las rutas interestelares.
Los Solon
Muy poca información se tiene de esta antigua raza. De acuerdo al mensaje dejado en una de las bases Solon en el sistema Eden, fueron una poderosa raza cuya influencia se esparcía por toda la galaxia. Entonces, una desconocida fuerza apareció y volvió a las civilizaciones bajo la tutela de los Solon contra ellos, una por una. Muy sobrepasados numéricamente, los Solon huyeron a una localización desconocida. Las bases en sí mismas están armadas con armas extremadamente poderosas que pueden reducir cualquier nave a nada en cuestión de segundos. Estas defensas indican que los Solon intentaban protegerse de algo. Aquellos que puedan penetrar las defensas sin destruir la base podrán usar los regalos tecnológicos dejados atrás por los Solon. La primera vez que los Kariak descubrieron la base Solon en el sistema Eden, intentaron tomarla por la fuerza, lo que terminó en desastre. Luego del incidente, el sistema quedó prohibido, pero la colonización del sistema por los humanos presentó la oportunidad de compartir su experticia tecnológica; resultando en la creación de un dispositivo que alteró los sistemes de reconocimiento de la base, permitiéndole a las naves humanes pasar como aliados.

## Tipos de Planetas
Esta lista contiene los tipos y características de los planetas. La calidad se basa en los estándares humanos.
- Gigante de gas: no poseen ningún tipo de superficie, haciéndolos totalmente inhóspitos. Generalmente tienen gran tamaño. Son sólo decoración, con múltiples lunas.
- Estéril: extremadamente inhóspitos para los humanos pero al parecer, habitable para los Darzok, requieren el nivel más alto de tecnología de colonización para los humanos.
- Ácido: su atmósfera contiene una alta concentración de sustancias corrosivas, como Venus.
- Rocoso: como la Luna.
- Volcánico: tiene una gran cantidad de actividad sísmica. Io está clasificado en este grupo, por ejemplo.
- Llanuras: la mayoría del planeta está cubierto con estepas.
- Bosque: casi la totalidad del planeta está cubierto por este ecosistema.
- Pantano: la mayoría del planeta es húmedo.
- Desierto: posee muy poca agua en su superficie, además de temperaturas extremas. Los kariak pueden desarrollarse sin problema en este tipo de planeta.
- Ártico: el clima es frío, haciendo que el planeta entero esté cubierto por hielo, como Europa.
- Océano: toda o la mayoría de la superficie es agua.
- Terrizo: clima y características similares a la Tierra. Sorprendenemente, es inhóspito para los Darzoks.
- Gaia: la vida del planeta está interconectada entre sí, como si el planeta entero fuera un solo organismo. Un planeta Gaia de gran tamaño (como Eden IV) puede albergar cantidades abrumadoras de humanos.